# إريك بوتس
إريك بوتس (بالإنجليزية: Eric Potts)‏ هو لاعب كرة قدم بريطاني في مركز نصف الجناح، ولد في 16 مارس 1950 في ليفربول في المملكة المتحدة. لعب مع برايتون أند هوف ألبيون وبريستون نورث إيند وشيفيلد وينزداي ونادي بوري ونادي بيرنلي.